# Babak Zanjani
Pour les articles homonymes, voir Zanjani.
Babak Zanjani est un milliardaire iranien ayant fait fortune dans le commerce des peaux et le pétrole et ayant possédé le conglomérat Sorinet Group, Qeshm Air et le Rah Ahan Téhéran.

## Biographie
En 2012, il est cité en tant que facilitateur pour contourner l'embargo pétrolier contre l'Iran dans les documents ayant conduit de nouvelles sanctions économiques contre l'Iran. 
En décembre 2013, il est arrêté pour corruption et détournement de fonds notamment de par les commissions qu'il a reçu en tant de facilitateur, soit près de 2,7 milliards d'euros. En mars 2016, il est condamné à mort et ses biens ont été mis sur enchère.